# Fernand Cormon
Pour les articles homonymes, voir Cormon et Piestre.
Fernand Cormon, pseudonyme de Ferdinand Anne Piestre, né le 22 décembre 1845 à Paris où il est mort le 20 mars 1924, est un peintre français.

## Biographie
Fils de l’auteur dramatique français Eugène Cormon et de la comédienne Charlotte Paris, Fernand Cormon est l'élève des peintres Jean-François Portaels à Bruxelles, puis d'Alexandre Cabanel et d'Eugène Fromentin à l'École des beaux-arts de Paris.

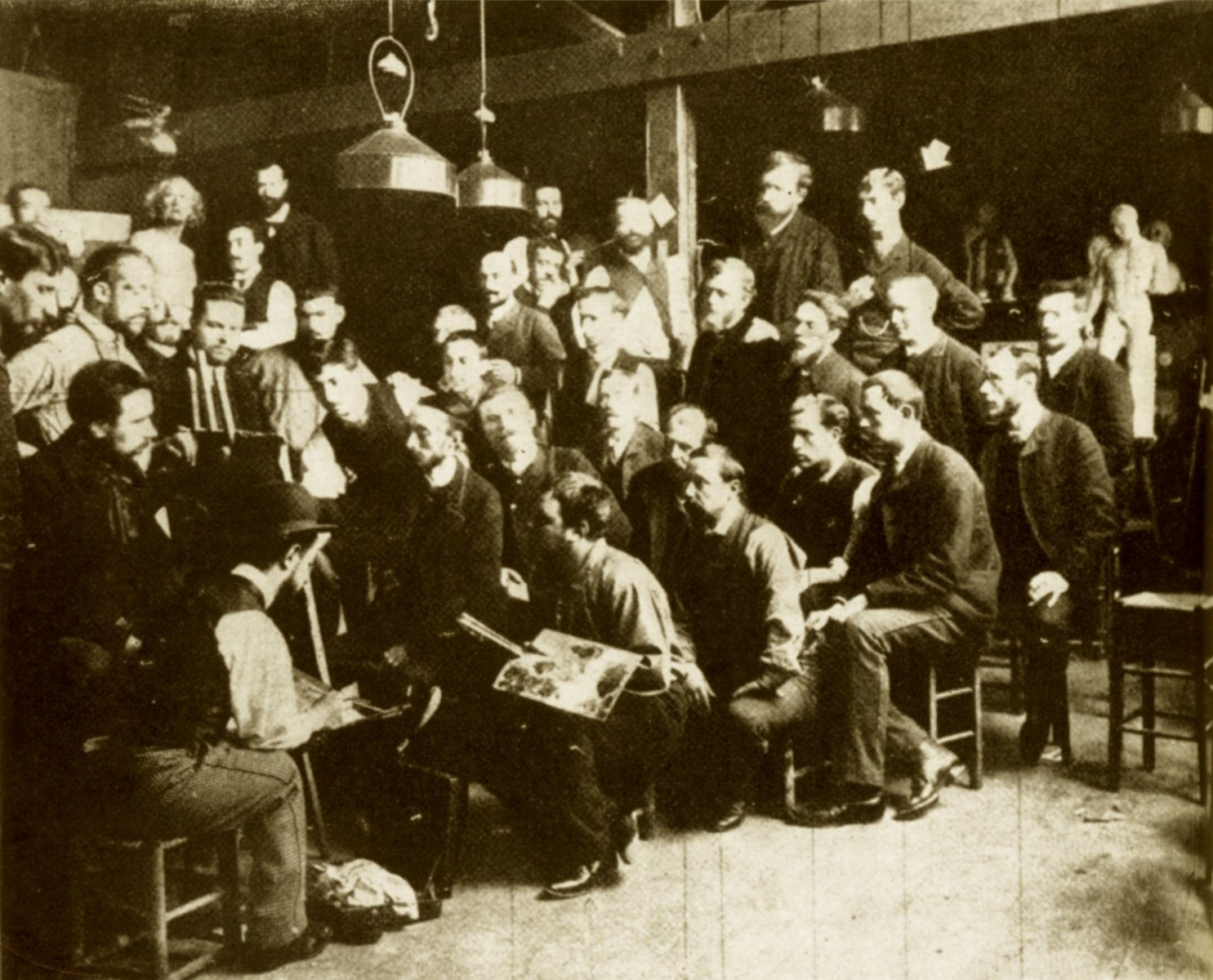
Dans l'Atelier Cormon à Montmartre (10 rue Constance).
Fernand Cormon au chevalet, à gauche Henri de Toulouse-Lautrec derrière le chevalet, en haut à droite (flèche) Émile Bernard.

Il expose ses premières toiles au Salon, dont la Mort du prophète, de 1868. Il se fait connaître pour ses scènes historiques, tels le Meurtre au sérail ou la Mort de Ravana, qui est primée au Salon de 1875. Il peint aussi des portraits, sans jamais délaisser le style académique, et voyage en Tunisie et en Bretagne.
En 1882, il ouvre un atelier au 10 rue Constance puis fonde, fin 1883, une école privée au 104 du boulevard de Clichy, qui prend ensuite le nom d'Atelier Cormon. Son école passe ensuite sous la direction de Ferdinand Humbert et Henri Gervex.
L'Atelier Cormon a vu passer plusieurs peintres, certains devenus célèbres dont Vincent van Gogh, Robert Antral, Henri de Toulouse-Lautrec, Émile Bernard et Lin Fengmian, entre autres. Les peintres Jean Didier-Tourné, et Émilien Barthélemy, titulaires l'un et l'autre de nombreux prix, ainsi qu'Adrien Voisard-Margerie, ont aussi été ses élèves.
Professeur à l'École des beaux-arts de Paris, il est élu membre de l'Académie des beaux-arts en 1898.
Il meurt le 20 mars 1924 en son domicile dans le 8e arrondissement de Paris ; il est inhumé le 24 mars 1924 au cimetière de Montmartre (9e division).

### Décoration et hommage
- Commandeur de la Légion d'honneur[11]
- La rue Fernand Cormon lui rend hommage à Paris 17e depuis 1932 sur l'emplacement du bastion no 46 de l'enceinte de Thiers.

### Famille
Son épouse fut assassinée le 26 octobre 1934 dans son appartement du no 19 boulevard des Batignolles, la gorge tranchée par une voisine, Marie Lemoine, une prostituée,.

## Œuvres

### Caïn

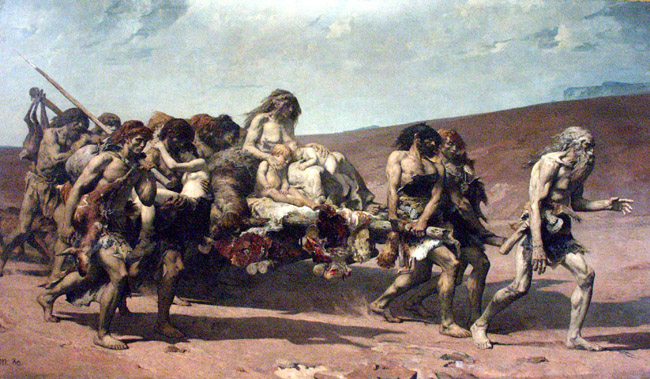
Caïn fuyant avec sa famille (1880), Paris, musée d'Orsay.

Caïn (1880) est un sujet biblique inspiré d'une version naturaliste de La Légende des siècles de Victor Hugo. L'œuvre se devait de rester laïque : Cormon a enlevé les symboles religieux en évoquant un côté préhistorique.
Le tableau fut perdu en 1925 puis retrouvé dans les réserves du Palais de Tokyo à Paris en 1980. Il est à présent conservé au musée d'Orsay.

### Œuvres dans les collections publiques
- Femme sur une plage, musée Toulouse-Lautrec (Albi), vers 1874
- La Mort de Ravana, musée des Augustins de Toulouse, 1875
- Jésus ressuscite la fille de Jaïre, musée de Coutances, 1877
- Caïn, 1880, huile sur toile, 400 × 700 cm, Musée d'Orsay, Paris[15]
- L'Âge de pierre, musée de Saint-Germain-en-Laye, 1884
- Retour d'une chasse à l'ours, esquisse, huile sur toile, musée des Beaux-Arts de Carcassonne, 1884
- Les Vainqueurs de Salamine, musée des Beaux-Arts de Rouen, 1887
- Portrait de Madame Cormon, musée des Beaux-Arts de Carcassonne, 1887
- Le Sculpteur au travail. Portrait de Gérôme, (Jean-Léon Gérôme), Musée Jean-Léon Gérôme à Vesoul, 1891
- Une Forge, 1893, huile sur toile, 70 × 91 cm, Paris, musée d'Orsay[16]
- Indien se préparant au combat en invoquant le soleil, La Rochelle, musée du Nouveau Monde, entre 1893 et 1897[17]
- Femme nue assise sur un divan[18] (suite de Gulliver chez les géantes), musée d'Évreux, 1912
- Jeune Africaine, huile sur toile, musée des Beaux-Arts de Pau
- Portrait de femme[19], musée d'Évreux
- Portrait d'Émile Loubet, Paris, musée d'Orsay
- Portrait de Camille Bernier, Quimper, musée départemental breton
- Le Harem, scène des Mille et une Nuits, musée d'Art et d'Histoire de Narbonne
- Portrait de Gustave Neuburger, musée Marcel Proust - Maison de tante Léonie, Illiers-Combray[20]

### Œuvres décoratives
- La Bienfaisance et L'Éducation, Paris, mairie du IVe arrondissement, 1878
- Décoration murale de l'amphithéâtre de paléontologie, au rez-de-chaussée de la galerie de Paléontologie et d'Anatomie comparée (Muséum national d'histoire naturelle), dans le Jardin des plantes (1893-1897)
- La Chasse et La Pêche, Paris, Muséum d'histoire naturelle, 1897-1898
- Décoration murale, hôtel de ville de Tours, salle des mariages, 1901
- Vision du Paris primitif, La Révolution française, Les Temps modernes, plafonds, Paris, Petit Palais, 1911
- L'Histoire de l'écriture, hôtel de ville de Paris

Sélection d'œuvres
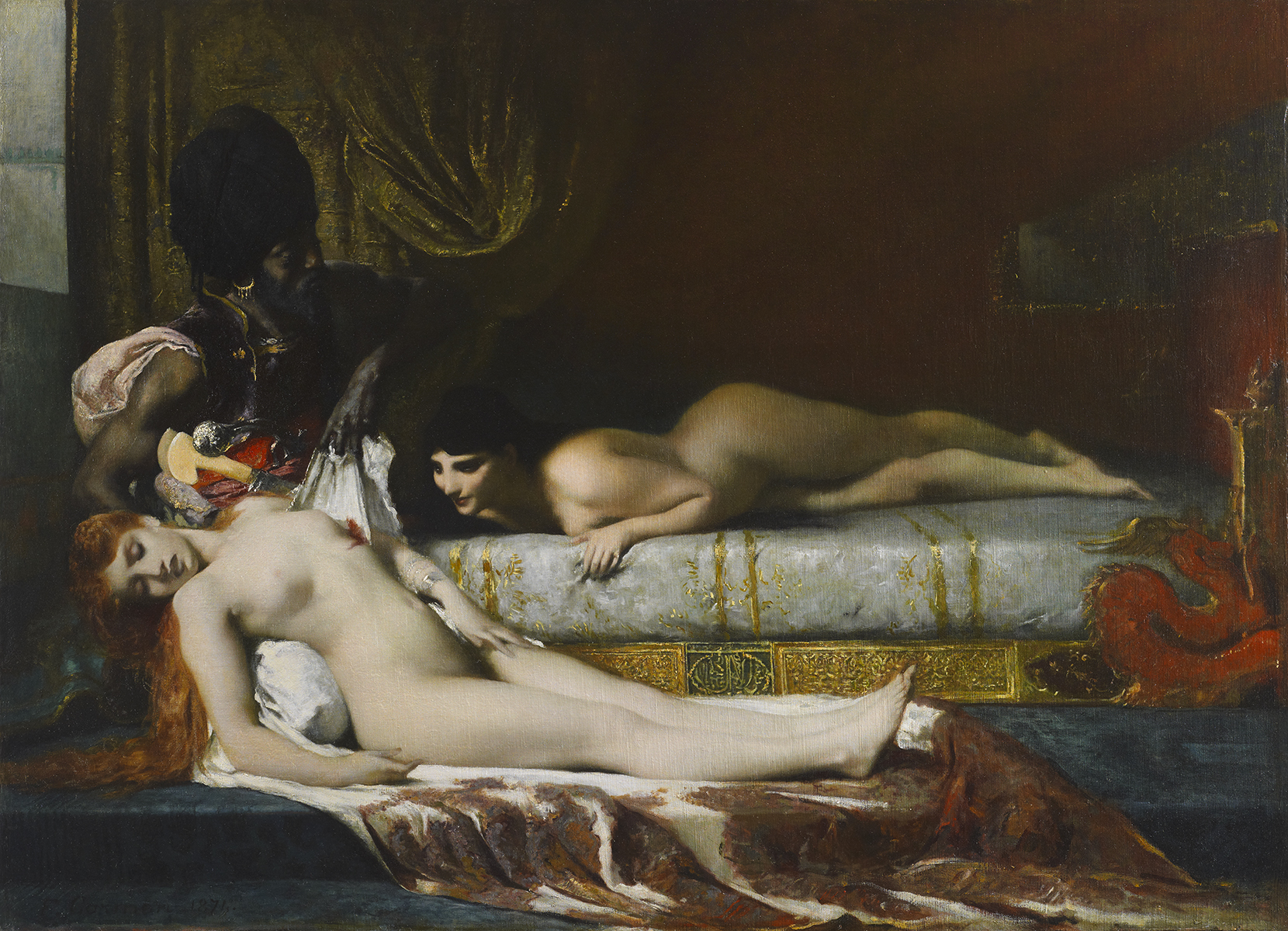
Meurtre au sérail (1874), musée des Beaux-Arts et d'Archéologie de Besançon.
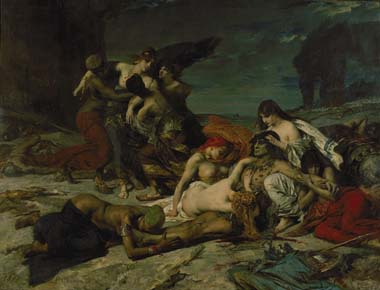
Mort de Ravana (1875), musée des Augustins de Toulouse.
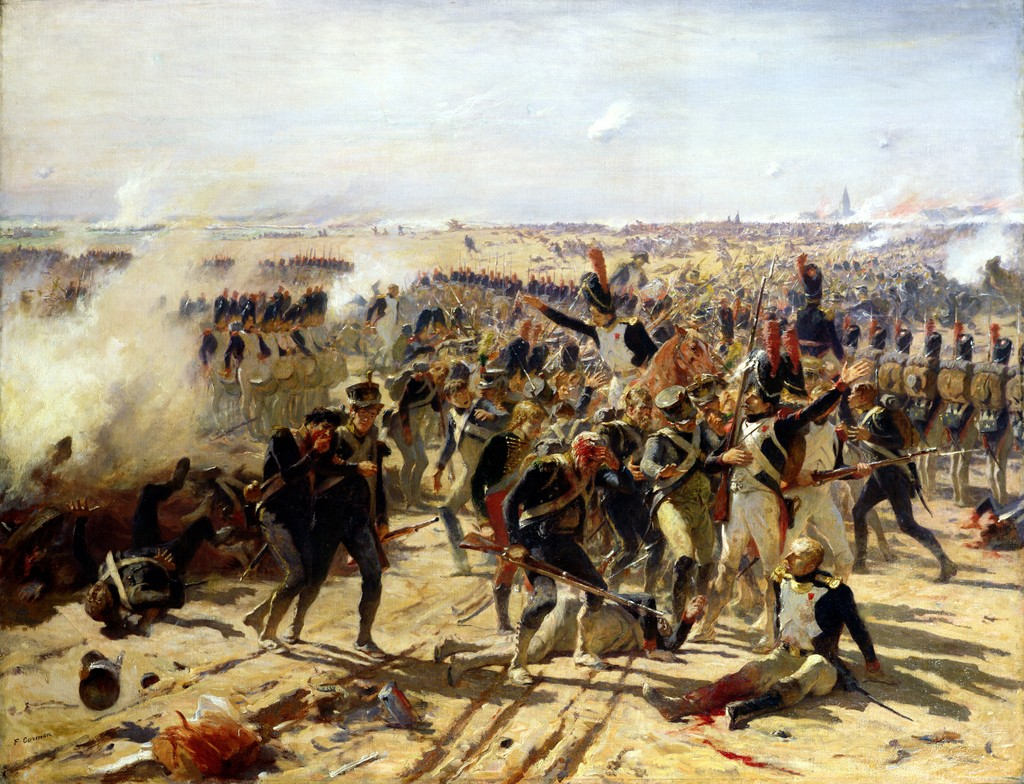
La Bataille d'Essling, musée des Beaux-Arts de Mulhouse.
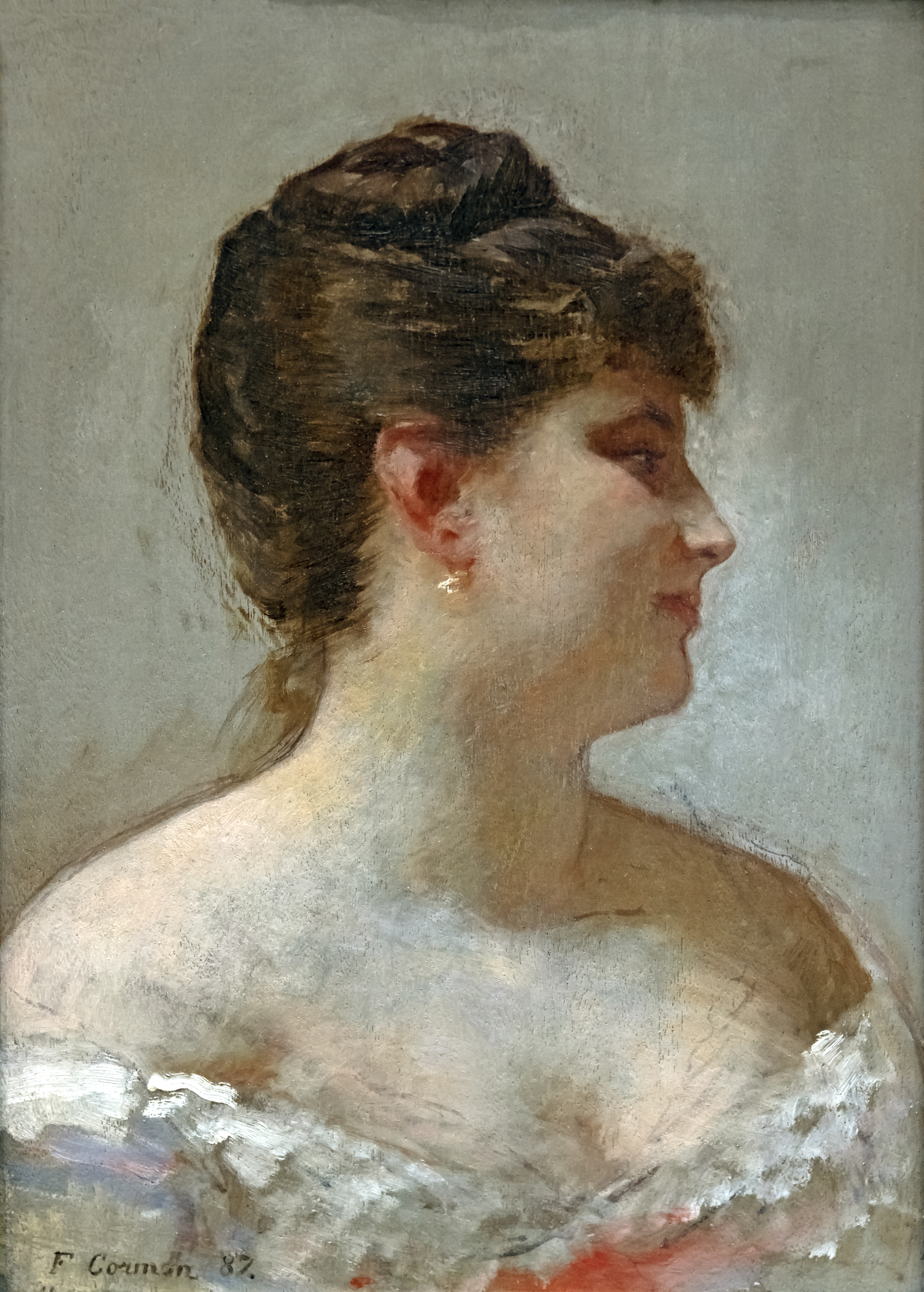
Portrait de Madame Cormon (1887), musée des Beaux-Arts de Carcassonne.
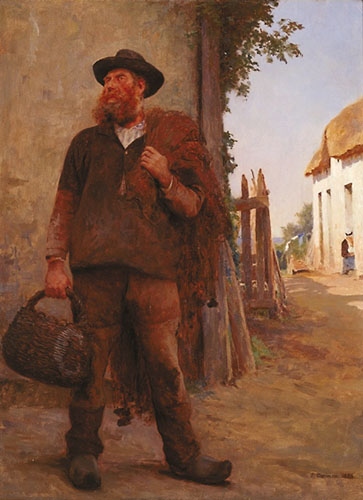
Avant la pêche (1888), musée des Beaux-Arts de Quimper.
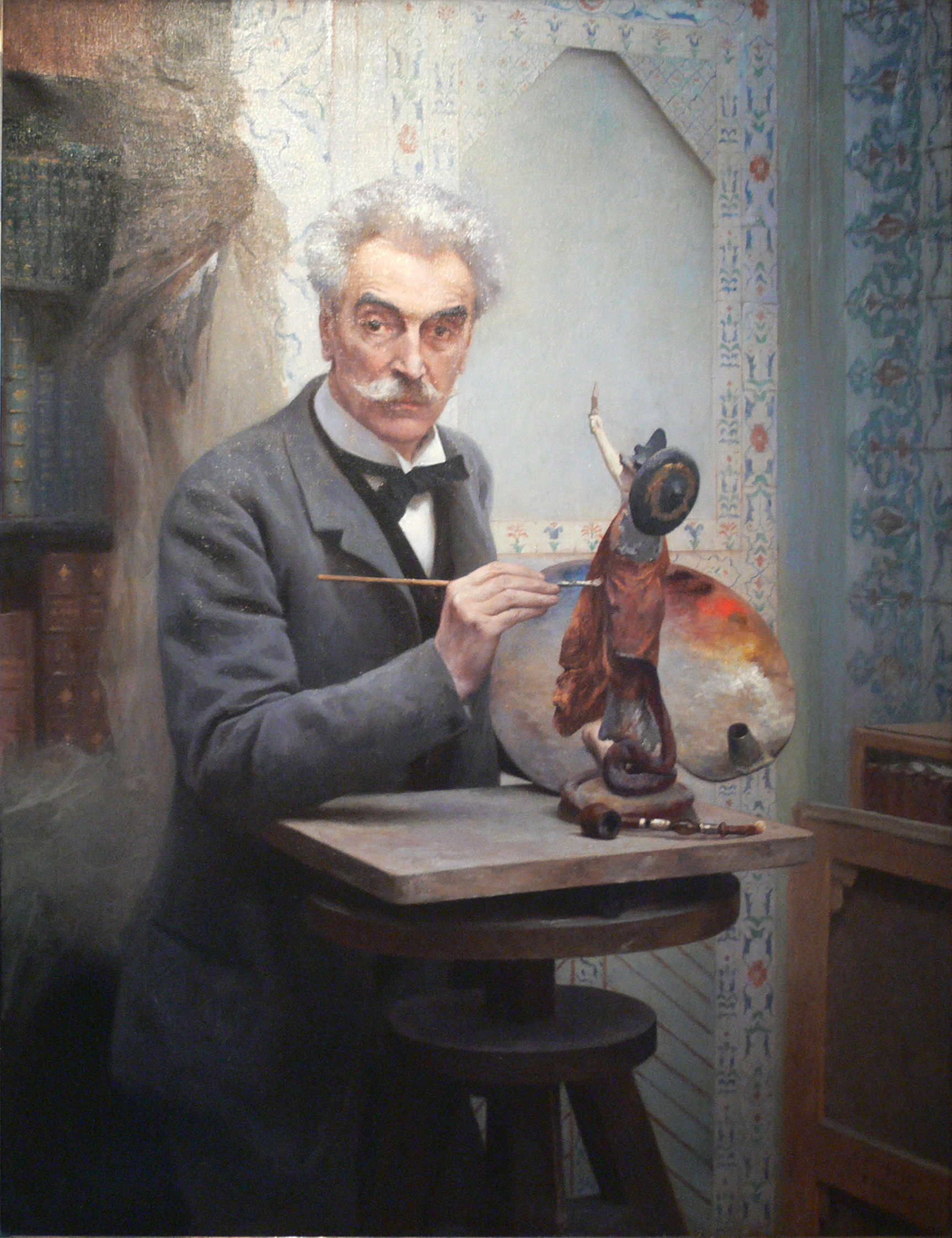
Le Sculpteur au travail, Gérôme dans son atelier (1891), Vesoul, musée Jean-Léon Gérôme.
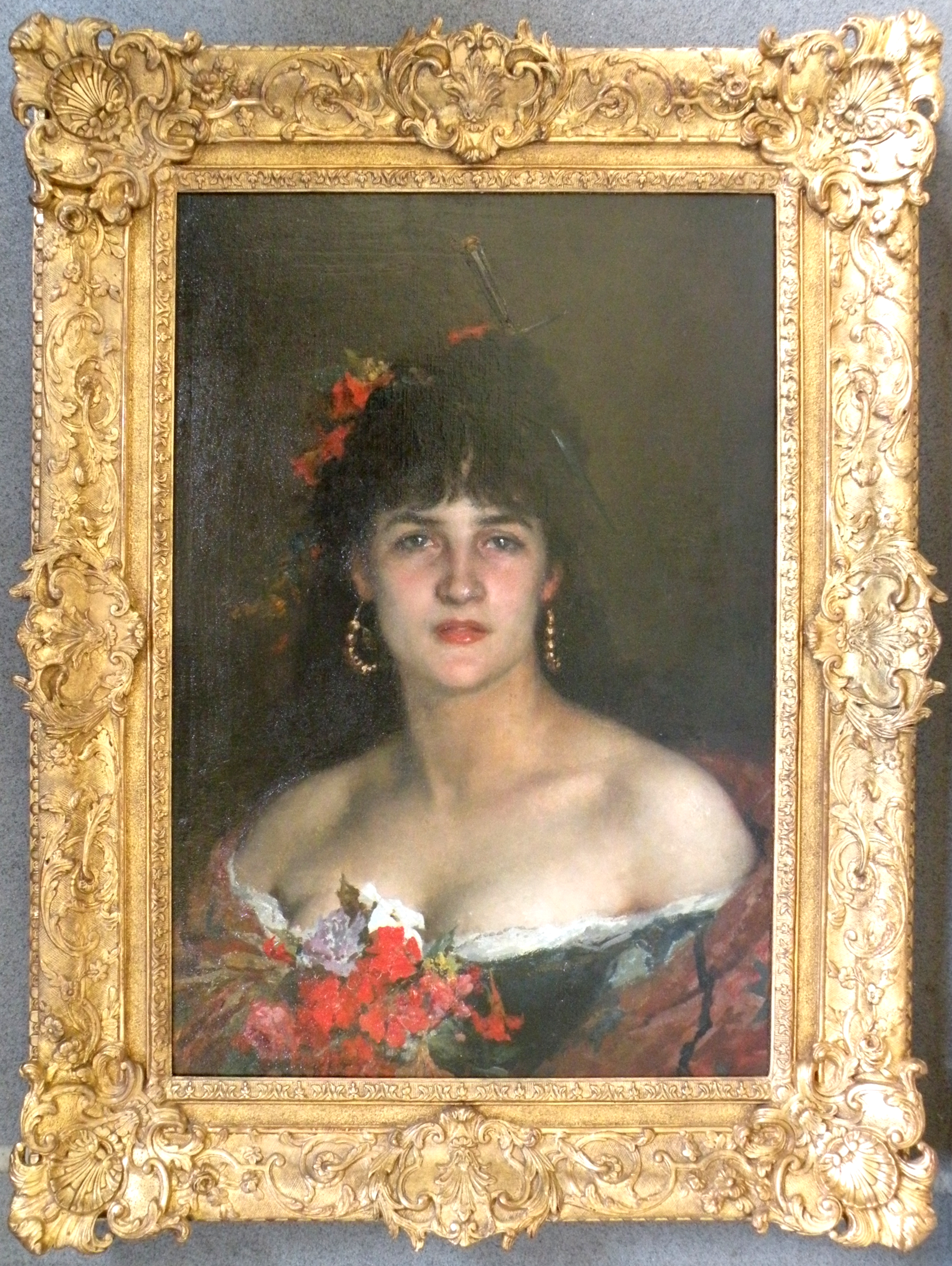
Gitane (1897), Amsterdam, Collection particulière.

## Élèves
Fernand Cormon a eu entre autres pour élèves : 
- Jean Adler (né en 1899), dès 1919[21]
- Maurice Adrey
- Pierre Almes
- Louis Anquetin
- Robert Antral
- Maurice Asselin
- Armand Assus
- Gaston Balande
- Louis Berthomme Saint-André
- Adolphe Beaufrère
- Pierre-Albert Bégaud  (1901-1956), dès 1920
- Charles-Pierre Bernard
- Émile Bernard
- Georges Bilhaut
- Eugène Boch
- Jacques Bonneaud
- Ernest Bordes
- Marius Borgeaud
- Victor Borissov-Moussatov
- George Bottini
- Omer Bouchery
- Louis Bouquet
- Albert Bréauté (1853-1939)
- Maurice Brianchon
- Pierre Brissaud
- André Breuillaud
- Théodore de Broutelles
- George Hendrik Breitner
- Victor Brugairolles
- Sever Burada
- Gaston Frédéric de Burggraff
- Marius de Buzon
- İbrahim Çallı
- Clovis Cazes
- Achille Cesbron (1849-1913)
- Auguste Chabaud (1882-1955), dès 1899
- Édouard-Marcel Charrière (1892-1918)
- Eugène-Louis Chayllery
- Georges Chénard-Huché
- Émile Claro
- Auguste Clergé
- Jean Collet (1886-1974)
- Hélier Cosson
- Heitor Cramez
- Jules Dallet
- Charles-René Darrieux
- Albert Decaris
- Louise De Hem
- Paul-Charles Delaroche
- Lucien-Victor Delpy
- Gustave Dennery
- Guillaume Desgranges
- Raphaël Drouart
- Paul Élie Dubois
- Jean-Jules Dufour
- René Durieux
- Jean Enders
- Thorvald Erichsen
- Julius Feld
- Louis Fernez
- Augustin Ferrando
- Louis Floutier
- Constantin Font
- Léo Fontan, de 1911 à 1914
- Charles Fouqueray
- Pierre Frailong
- Jean Frélaut
- Paul Léon Frequenez
- Léon Galand
- Démétrios Galanis (1879-1966), dès 1900
- Pierre Galle (1883-1960), de 1906 à 1911
- Hippolyte Marius Galy (1847-1929)
- François Gauzi
- Jean Génasi
- Charles Genty
- Alphonse Germain-Thill
- Grigori Gidoni (ru)
- Nicolas Gritsenko (1856-1900)
- Octave Denis Victor Guillonnet (1872-1967), de 1887 vers 1891
- Robert Raoul André Guinard (1896-1989),
- Maurice Guy-Loë (1898-1991),
- Augustin Hanicotte (1870-1957)[22]
- Jean de la Hougue (1874-1959), dès 1894
- Michel Kikoine (1892-1968)
- Joseph Kuhn-Régnier
- Jacques Jacobi (1877-1957)
- Charles-Boris de Jankowski
- Amédée Joyau
- Jean Julien (1888-1974)
- Marie-Jeanne Lagarde-Brochot (1888-1938)
- David Laksine (1888-1911)[23],[24]
- Albert-Antoine Lambert (1854-?)
- Charles Lapierre
- Charles-Frédéric Lauth
- Charles Laval
- Victor Le Baube
- Paul Émile Lecomte (1877-1950)
- Paul Ledoux
- Albert Lemasson (1892-1982), dès 1920[25]
- Paul Lemasson (né en 1897), dès 1921[26]
- Edmond Lesellier (1885-1920)
- Robert Mahias
- Emmanuel Mané-Katz
- Ödön Márffy
- Maurice Marinot
- Henri Marret
- Lucien Martial
- Henri Matisse
- Louis Agricol Montagné
- Louis Muraton
- Alphonse Osbert
- Henri Person
- Fernand Piet
- Germain Raingo-Pelouse[27]
- Denis Henri Ponchon
- Loÿs Prat, de 1900 à 1908
- Andrey-Prévost
- Léon-Gustave Ravanne
- Francis Renaud (1887-1973), dès 1905
- Albert Fernand Renault (1887-1963)
- Reni-Mel (peintre 1893-1984), en 1912
- Marcel Roche (peintre)
- Nicolas Roerich
- John Peter Russell
- François-Martin Salvat
- Robert Sallès
- Michel Samanos
- Édouard-Marcel Sandoz
- Gaylord Truesdell Sangston
- Lucien-Victor Guirand de Scévola
- Henri-Alexis Schaeffer
- Boris Schatz
- Raoul Servant
- Émile Simon (1890-1976), vers 1910
- Chaïm Soutine
- Adam Styka (1890-1959), de 1908 à 1912
- Edmond Tapissier (1861-1943)
- Raymond Tellier (1897-1985)
- André Tondu
- Henri de Toulouse-Lautrec
- Vincent van Gogh
- Henri Villain
- Paul Villiers (1883-1914)
- Jacques Villon
- José Wolff
- Xu Beihong (1895-1953)
- Jules-Émile Zingg

## Distinction
- Chevalier de l'ordre de Léopold (4 mai 1881)[28].